# Was wäre wenn
Was wäre wenn ist eine deutsche Elektro-Pop-Rock-Band aus Karlsruhe. 
Neben Auftritten bei The Dome 59 und Das Fest in Karlsruhe zählen zu ihren Erfolgen der 1. Platz beim Pick Up Bandcontest 2011, der 1. Platz beim Songcontest am Hochrhein 2011, der Offerta Music Award 2010, der Publikumspreis und 2. Platz beim new.bands.festival 2010 in Karlsruhe. Zudem ist die Band im Oktober 2012 als offizieller musikalischer Botschafter für Karlsruhe in die russische Partnerstadt Krasnodar gereist.

## Geschichte
Die aus den unterschiedlichsten Genres von Klassik über Metal bis Elektro stammenden Musikstudenten spielen in der aktuellen Besetzung seit Dezember 2012. Gegründet wurde die Band 2008 von Dominik Reismann und Mathias Föhrenbacher. Im Herbst 2010 nahm die Band, mit Philip Fahrner am Bass, die EP „Leben leben“ auf, die von einem Schweizer Label herausgebracht wurde. Im Winter 2010 gewann die Band den Offerta Music Award und wurde Publikums- sowie 2. Jurysieger des new.bands.festivals in Karlsruhe. Im Folgejahr gewann Was wäre wenn den Songcontest am Hochrhein sowie den Pickup-Bandcontest, worauf ein Auftritt in der Fernsehshow The Dome folgte.
2012 erfolgte im Rahmen des 20-jährigen Partnerstadtjubiläums ein Auftritt in der Karlsruher Partnerstadt Krasnodar.
Ende 2012 erschien die EP Tu es!, deren Sound durch die Neubesetzung Simon Hartmann am Keyboard klangliche Erweiterung fand.

## Stil
Die Musik von Was wäre wenn ist geprägt von einem Mix aus E-Gitarre und Synthesizern in Kombination mit deutschen Texten. Je nach Song kommt auch das Klavier zum Einsatz. Live erweitern sie ihr musikalisches Programm oft durch eine eigene Interpretation musikalischer Zitate aus der Rock- und Elektro-Musik.

## Diskografie

### EPs
- 2008: Vergangenheit
- 2009: Was wäre wenn
- 2010: Leben leben
- 2012: Tu es!

### Singles
- 2013: Kanzlersong
- 2020: Hype[5]

### Alben
- 2015: Nachtleben